# Ham, Dover
Ham är en by i civil parish Northbourne, i distriktet Dover, i grevskapet Kent, i England. Byn är belägen 18 km från Canterbury. Ham var en civil parish fram till 1935 när blev den en del av Northbourne. Civil parish hade 63 invånare år 1931. Byn nämndes i Domedagsboken (Domesday Book) år 1086, och kallades då Hama.